# The Room VR: A Dark Matter
The Room VR: A Dark Matter — VR-игра, разработанная и изданная студией Fireproof Games. Является пятой частью в серии игр The Room. Выпущенная для VR устройств, таких как: PlayStation VR, Oculus Quest, Oculus Quest 2, Oculus Rift, Oculus Rift S, Valve Index, Vive Cosmos, HTC Vive, Windows Mixed Reality.

## Игровой процесс
Геймплей, как и в предыдущих частях серии, заключается в изучении локации, решении головоломок и сборе необходимых предметов для продвижения по уровню. Теперь, благодаря внедрению в игру VR-режима, погружение в процесс становится более занимательным.

## Сюжет
Действие игры происходит в Лондоне 22 октября 1908 года. Детективу поручено дело доктора Руперта Монтгомери, таинственно исчезнувшего за неделю до событий игры. По мере решения головоломок и получения новой, всё более важной информации, предстоит узнать, что же произошло на самом деле.

## Критика
| Сводный рейтинг    | Сводный рейтинг        |
| Агрегатор          | Оценка                 |
| ------------------ | ---------------------- |
| Metacritic         | PS4: 75/100 PC: 78/100 |
| OpenCritic         | 79/100                 |
| Иноязычные издания |                        |
| Издание            | Оценка                 |
| Edge               | 8/10                   |
| Game Informer      | 8,5/10                 |
| IGN                | 7/10                   |
| Jeuxvideo.com      | 13/20                  |

В целом игра получила положительные оценки, на сайте Metacritic игра получила 78 баллов из 100 возможных для ПК версии, а для версии PlayStation 4 75 баллов из 100 возможных. Обозреватель IGN Том Маркс оказался разочарован, разве что небольшой продолжительностью игры (около 2 часов).